# Ислам у Босни и Херцеговини
Ислам је најраспрострањенија религија у Босни и Херцеговини. Месно становништво је први пут дошло у контакт са исламом у 15. и 16. веку након османског освајања Босне.
Муслимани чине највећу религијску заједницу у Босни и Херцеговини (50,7%), док друге две велике групе чине православци (30,7%), од којих се скоро сви изјашњавају као Срби, и католици (15,2%), који се скоро сви изјашњавају као Хрвати. Друга процена коју је урадила Истраживачка агенција Пју каже да су 52% становништва муслимани, 35% православци и само 8% католици.
Готово сви муслимани у Босни и Херцеговини се изјашњавају као Бошњаци. До 1993. године, Босанце муслиманске културе или порекла (без обзира на верску праксу) југословенске власти су дефинисале као Муслимане у етнонационалном смислу (отуда велико М), иако су неки људи бошњачког или муслиманског порекла идентификовали своју националност (у етничком смислу пре него стриктно у погледу држављанства) као „југословени” пре почетка 1990-их. Мала мањина небошњачких муслимана у Босни и Херцеговини су Албанци, Роми и Турци.
Иако традиционално присташе сунизма из ханифијске правне школе, истраживање из 2012. показало је да 54% муслимана у Босни и Херцеговини себе сматра само муслиманима, док је 38% рекло да су сунити. Постоји и мала суфијска заједница, која се првенствено налази у средњој Босни. Такође је присутна и мала заједница шиита. Готово сви муслимански џемати у Босни и Херцеговини помињу Исламску заједницу у Босни и Херцеговини као своју верску организацију.
Устав Босне и Херцеговине гарантује слободу вероисповијести, која се поштује у целој земљи.

## Историја

### Османско доба
Ислам је у великим размерама на Балкан овело Османско царство средином до краја 15. века, које је преузело контролу над већим делом Босне 1463. године и заузело Херцеговину 1480-их. Током следећег века, Босанци — састављени од староседелачких хришћана и словенских племена који су живели у Краљевини осни под именом Бошњани — су у великом броју прешли на ислам током исламизације Босне под османском влашћу. Током османског доба, име Бошњанин је трансформисано у садашње Бошњак, са суфиксом -ак који је заменио традиционални -анин. До почетка 1600-их, отприлике две трећине становништва Босне су били муслимани. Босна и Херцеговина је остала провинција у Османском царству и стекла је аутономију након устанка у Босни 1831. године. Велики број џамија подигнут је широм покрајине. Већина џамија подигнутих током отоманског доба биле су релативно скромне конструкције, често са једним минаретом и централном молитвеном салом са неколико суседних фоајеа.
- Џамија Фетхија у Бихаћу, некадашња црква Светог Антуна Падованског, 1266.
- Џамија Муслихудина Чекречије у Сарајеву, 1526.
- Алаџа џамија у Фочи, 1550. (фотографисана августа 1989; поново изграђена 2018)
- Карађоз-бегова џамија у Мостару, 1557.
- Али-пашина џамија у Сарајеву, 1560.
- Шишман Ибрахим-пашина џамија у Почитељу, 1561.
- Ферхадија џамија у Сарајеву, 1562.
- Чобанија џамија у Сарајеву, 1565.
- Џамија хаџи Ахмета Дукатара у Ливну, 1574.
- Џамија Ферхадија у Бањој Луци, 1579. (поново изграђена 2016)
- Коски Мехмед-пашина џамија у Мостару, 1617.
- Хусеина Чауша (Џинџијска) џамија у Тузли, 1708.
- Џамија Есме султанје (током реконструкције) у Јајцу, 1760.

### Аутроугарско доба
Након Берлинског конгреса 1878. године, Босна и Херцеговина је дошла под контролу Аустроугарске. Аустроугарска је 1908. формално анектирала ову територију. За разлику од постреконквисте Шпаније, аустроугарске власти нису покушавале да конвертују грађане ове новостечене територије јер је Децембарским уставом гарантована слобода вероисповести, па је Босна и Херцеговина остала с мноштво муслимана.
Босна и Херцеговина, заједно са Албанијом и Косовом и Метохијом, били су једини делови Османског царства на Балкану у којима је велики број људи прешао у ислам, а ту је остао и након стицања независности. У другим областима бившег Османског царства где су муслимани чинили већину или су почели да чине већину, ти муслимани су или протерани, асимиловани/хршћанизовани, масакрирани или су побегли негде другде (мухаџири).

### Послератно доба
Многи исламски верски објекти су оштећени или уништени током рата у Босни и Херцеговини током 1990-их година, са до 80% од преко 4000 различитих објеката, а неколико џамија је обновљено уз помоћ средстава Саудијске Арабије и других земаља Блиског истока.
Историјски гледано, муслимани у Босни и Херцеговини су одувек практиковали облик ислама који је под јаким утицајем суфизма. Међутим, од рата у Босни и Херцеговини појединци група страних бораца са Блиског истока који су се борили на страни Армије Републике Босне и Херцеговине (Ел Муџахид), остали су неко време и покушавали да шире вахабизам међу локалним становништвом. Са веома ограниченим успехом, ови странци су само стварали трвење између локалног муслиманског становништва, огрезлог у сопственој традиционалној пракси вере, и без икаквог претходног контакта са овом врстом ислама, и њих самих.

## Демографија
Колико се често муслимани у Босни и Херцеговини моле
На попису из 2013. године верска припадност становништва је била: ислам (1.790.454 лица) и муслиманска (22.068 лица). Ислам има 1,8 милиона следбеника, што чини око 51% становништва у Босни и Херцеговини. Истраживање центра Пју каже да у Босни и Херцеговини има 52% муслимана. Највећи удео муслимана у Босни и Херцеговини имају општине Бужим (99,7%) и Теочак (99,7%).
| Кантон                            | Становништво (2013) | Број муслимана | %     |
| --------------------------------- | ------------------- | -------------- | ----- |
| Федерација Босне и Херцеговине    | 2.219.220           | 1.581.868      | 71,3% |
| Тузлански кантон                  | 445.028             | 395.921        | 89,0% |
| Зеничко-добојски кантон           | 364.433             | 303.994        | 83,4% |
| Кантон Сарајево                   | 413.593             | 350.594        | 84,8% |
| Унско-сански кантон               | 273.261             | 252.758        | 92,5% |
| Средњобосански кантон             | 254.686             | 147.809        | 58,0% |
| Херцеговачко-неретвански кантон   | 222.007             | 91.395         | 41,2% |
| Република Српска                  | 1.228.423           | 172.742        | 14,1% |
| Брчко Дистрикт                    | 83.516              | 35.844         | 42,9% |
| Босанско-подрињски кантон Горажде | 23.734              | 22.372         | 94,3% |
| Посавски кантон                   | 43.453              | 8.341          | 19,2% |
| Кантон 10                         | 84.127              | 7.904          | 9,3%  |
| Западнохерцеговачки кантон        | 94.898              | 780            | 0,8%  |
| Босна и Херцеговина               | 3.531.159           | 1.790.454      | 50,7% |

| Година | Прој      | Проценат |
| ------ | --------- | -------- |
| 1872.  | 630.456   | 51%      |
| 1879.  | 448.613   | 38,73%   |
| 1885.  | 492.710   | 36,88%   |
| 1895.  | 548.632   | 34,99%   |
| 1910.  | 612.137   | 32,25%   |
| 1921.  | 588.244   | 31,07%   |
| 1931.  | 718.079   | 30,90%   |
| 1948.  | 788.403   | 30,73%   |
| 1953.  | 891.800   | 31,3%    |
| 1961.  | 842.247   | 25,69%   |
| 1971.  | 1.482.430 | 39,57%   |
| 1981.  | 1.630.033 | 39,52%   |
| 1991.  | 1.902.956 | 43,47%   |
| 2013.  | 1.790.454 | 50,70%   |

## Савремени односи
За већину Бошњака који се изјашњавају као муслимани, вера често служи као веза са заједницом, а верска пракса је ограничена на повремене посете џамији (посебно за време Рамазана и два Бајрама) и значајне обреде прелаза као што су акика, вјенчање и смрт. Женске мараме, или хиџаб, носи само мањина Бошњакиња, или само у верске сврхе (као што је чаршаф за молитву и одлазак у џамију).
Верски поглавари из три главне верске заједнице тврде да се међу млађим особама повећава обред као израз повећане идентификације са својим етничким наслеђем, добрим делом због националног верског препорода који је настао као након рата у Босни и Херцеговини. Поглавари три главне верске заједнице су приметили да уживају већу подршку својих верника након завршетка рата у Босни и Херцеговини. Међутим, с друге стране, насиље и беда узрокована верским сукобима навели су мали број Босанаца да у потпуности одбаце религију. Ова атеистичка заједница суочава се са дискриминацијом и често је вербално нападају верске вође. Према последњем попису, отворено декларисани атеисти чине 0,79% становништва БиХ.
Према истраживању јавног мњења из 1998. године, 78,3% Бошњака у Федерацији Босне и Херцеговине изјаснило се као религиозно.
У Босни и Херцеговини постоји осам муфтија у већим општинама широм земље: Сарајеву, Бихаћу, Травнику, Тузли, Горажду, Зеници, Мостару и Бањој Луци. Поглавар Исламске заједнице у Босни и Херцеговини је Хусеин Кавазовић.